# العشيق (رواية)
العشيق هي رواية سيرة ذاتية للكاتبة الفرنسية مارغريت دوراس نشرف في عام 1984، تٌرجمت الرواية إلى 43 لغة وحصلت على جائزة غونكور.